# Ascyltus similis
Ascyltus similis là một loài nhện trong họ Salticidae.
Loài này thuộc chi Ascyltus. Ascyltus similis được Berry, Joseph A miêu tả năm 1997. Beatty & Jerzy Prószyński.